# Figulus caviceps
Figulus caviceps là một loài bọ cánh cứng trong họ Lucanidae. Loài này được Boileau mô tả khoa học năm 1902.